# Private Benjamin
Private Benjamin é um filme estadunidense de 1980, do gênero comédia, dirigido por Howard Zieff.

## Sinopse
Judy Benjamin é uma judia rica e ociosa que quer arrumar algo para fazer e se alista no exército. 

## Elenco
- Goldie Hawn ....Judy Benjamin / Goodman
- Eileen Brennan .... Doreen Lewis
- Armand Assante .... Henri Alan Tremont
- Robert Webber .... Clay Thornbush
- Sam Wanamaker .... Teddy Benjamin
- Barbara Barrie .... Harriet Benjamin
- Mary Kay Place .... Mary Lou Glass
- Harry Dean Stanton .... Jim Ballard
- Albert Brooks .... Yale Goodman
- Alan Oppenheimer .... rabino

## Principais prêmios e indicações
Oscar 1981 (EUA)
- Indicado nas categorias de Melhor Atriz (Goldie Hawn), Melhor Atriz Coadjuvante (Eileen Brennan) e Melhor Roteiro Original.

Globo de Ouro 1981 (EUA)
- Indicado na categoria de Melhor Atriz de Cinema - Comédia / Musical (Goldie Hawn).